# Émile Doumergue
Émile Doumergue (Nîmes, 1844. november 25. – Montauban, 1937. február 14. ) francia protestáns egyháztörténész, neves Kálvin-kutató.

## Életpályája
Apja Jean-Louis Doumergue lelkész, anyja Marie Bruguière volt. A porosz
Marie Bindewaldot vette feleségül. Teológiai tanulmányait 1865–1868 között Genfben, majd Berlinben és Montaubanban végezte. 1882-ben szerzett doktorátust. 1872-ben Párizsban segédlelkész (Pasteur auxiliaire) lett. 1880-tól az egyháztörténet rendes tanára volt Montaubanban (1907–1919 között korelnök). 1872 és 1878 között szerkesztője és szerzője volt a Le christianisme au XIXe siècle című egyházjogi folyóiratnak. 1901-ben a Genfi Egyetem honoris causa doktorrá avatta.

## Művei
Számos egyháztörténeti művet írt, főleg Genfről és Kálvinról.

### Fő műve
- Jean Calvin: les hommes et les choses de son temps, (Lausanne, 7 kötet, 1899-1927)

## Magyarul
- Kálvin jelleme; ford. Révész Imre, előszó Muraközy Gyula; Magyar Evangéliumi Keresztyén Diákszövetség, Bp., 1922
- Művészet és érzelem Kálvinnál és a kálvinizmusban; ford., bev. Révész Imre; Bethlen Gábor Ny., Bp., 1922 (Holland-magyar kálvinista könyvtár)